# Amministrazione fiduciaria delle Nazioni Unite
Il regime di amministrazione fiduciaria delle Nazioni Unite (in inglese International Trusteeship System) si riferisce a un istituto previsto dal Capitolo XII dello Statuto ONU con cui alcuni territori non autonomi (prevalentemente territori che al 1945 costituivano mandato della Società delle Nazioni, oltre a colonie che appartenevano a potenze sconfitte nella seconda guerra mondiale) erano posti sotto l'amministrazione di uno Stato Membro dell'ONU, con la supervisione del Consiglio di amministrazione fiduciaria, al fine di avviarli progressivamente all'autogoverno o all'indipendenza.
Per l'insistenza del Sudafrica, contrario all'indipendenza, l'Africa del Sud-Ovest fu l'unico mandato della Società delle Nazioni a non passare allo status di territorio in amministrazione fiduciaria. Il mandato fu comunque annullato nel 1966 dall'Assemblea Generale, e diventò indipendente nel 1990 come Namibia.

## Territori amministrati e potenze amministratrici

### Ex mandati della Società delle Nazioni

#### Africa
- Camerun tedesco (Francia e Regno Unito): già diviso dalla Società delle Nazioni in due mandati, francese e britannico. Il Camerun francese ottenne l'indipendenza come Repubblica del Camerun nel 1960. Il Camerun britannico, meno esteso, fu amministrato in due parti (Camerun settentrionale e Camerun meridionale); in seguito a un plebiscito, la zona settentrionale divenne parte della Nigeria nel maggio 1961 e quello meridionale si unì alla Repubblica del Camerun nell'ottobre 1961.
- Ruanda-Urundi (Belgio): già mandato belga, di fatto unificato alla colonia del Congo. Nel 1962 ottenne l'indipendenza come due Stati separati, il Ruanda e il Burundi.
- Somalia (Italia): unico caso in cui una colonia fu assegnata in amministrazione fiduciaria a una nazione sconfitta. Dal 1941 al 1950 la Somalia italiana fu occupata dal Regno Unito, quindi assegnata dall'ONU all'Italia per 10 anni. Ottenne l'indipendenza nel 1960, unendosi immediatamente allo Stato del Somaliland (ex Somalia britannica) per formare la Repubblica Somala.
- Tanganica (Regno Unito): già mandato britannico, ottenne l'indipendenza nel 1961.
- Togoland (Regno Unito e Francia): già diviso dalla Società delle Nazioni in due mandati, francese e britannico. La porzione francese (Togoland francese) diventò indipendente come Togo nel 1960. La più piccola porzione britannica (Togoland britannico) fu unita nel 1956 alla colonia britannica della Costa d'Oro, cui venne concessa l'indipendenza nel 1957 come Ghana.

#### America
- Territorio fiduciario delle Isole del Pacifico (Stati Uniti): costituito nel 1947, e comprendente i territori del mandato giapponese del Pacifico meridionale, perduti dal Giappone con la sconfitta in guerra. Le Isole Marianne Settentrionali entrarono in unione politica con gli Stati Uniti nel 1986, mentre le Isole Marshall (1986), la Micronesia (1986) e Palau (1994) ottennero l'indipendenza attraverso accordi di libera associazione con gli Stati Uniti. Fu l'ultimo territorio di amministrazione fiduciaria a essere sciolto.

#### Oceania
- Nauru (Australia, a nome di Australia, Nuova Zelanda e Regno Unito): ottenne l'indipendenza nel 1968.
- Nuova Guinea (Regno Unito): La sezione nord-orientale dell'isola, già mandato australiano della Società delle Nazioni, fu unificata nel 1949 alla colonia di Papua e assegnata in amministrazione fiduciaria all'Australia. Ottenne l'indipendenza nel 1975 come Papua Nuova Guinea.
- Samoa tedesche (Nuova Zelanda): già mandato britannico, assegnato in amministrazione fiduciaria alla Nuova Zelanda nel 1946. Ottenne l'indipendenza nel 1962 come Samoa.